# Tożsamość Bézouta

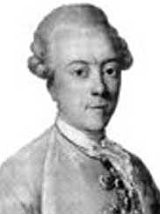
Étienne Bézout (1730–1783)

Tożsamość Bézouta a. lemat Bézouta – tożsamość algebraiczna polegająca na tym, że dla niezerowych liczb całkowitych {\displaystyle a} oraz {\displaystyle b} o największym wspólnym dzielniku {\displaystyle d,} istnieją liczby całkowite {\displaystyle x} oraz {\displaystyle y,} nazywane liczbami Bézouta lub współczynnikami Bézouta, które spełniają liniowe równanie diofantyczne
{\displaystyle ax+by=d.}
Ponadto {\displaystyle d} jest najmniejszą dodatnią liczbą całkowitą, dla której istnieją rozwiązania całkowite {\displaystyle x} oraz {\displaystyle y} powyższego równania.
Nazwa pochodzi od Étienne’a Bézouta.

## Historia

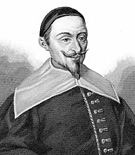
Claude-Gaspard Bachet de Méziriac (1581–1638)

Pierwszy dowód dla liczb całkowitych można znaleźć już w pracach francuskiego matematyka Claude’a-Gasparda Bacheta de Méziriac (1581–1638), mianowicie w drugim wydaniu Problèmes plaisans et délectables qui se font par les nombres z 1624 roku. Étienne Bézout (1730–1783) uogólnił tożsamość, obejmując tym przypadek wielomianów, dowodząc znacząco więcej. W wyniku jednego z częstych przypadków w matematyce nazwisko Bézouta zostało błędnie skojarzone z wynikiem Bacheta: niekiedy jednak spotyka się nieco sprawiedliwszą nazwę twierdzenia Bacheta-Bézouta tego lematu; nazwa twierdzenie Bézouta odnosi się wtedy do faktu, iż równanie
{\displaystyle ax+by=1}
ma rozwiązanie wtedy i tylko wtedy, gdy liczby całkowite {\displaystyle a} oraz {\displaystyle b} są względnie pierwsze.

## Algorytm
Liczby Bézouta {\displaystyle x} i {\displaystyle y} można wyznaczyć za pomocą rozszerzonego algorytmu Euklidesa, nie są one jednak wyznaczone jednoznacznie: jeśli dane jest rozwiązanie {\displaystyle (x,y),} to istnieje ich nieskończenie wiele i są one postaci
{\displaystyle {\Bigg \{}\left(x+{\tfrac {kb}{\operatorname {nwd} (a,b)}},\ y-{\tfrac {ka}{\operatorname {nwd} (a,b)}}\right)\colon k\in \mathbb {Z} {\Bigg \}}.}

## Przykład
Największym wspólnym dzielnikiem {\displaystyle 12} i {\displaystyle 42} jest {\displaystyle 6.} Tożsamość Bézouta mówi, że musi istnieć całkowite rozwiązanie na {\displaystyle x} oraz {\displaystyle y} następującego równania:
{\displaystyle 12x+42y=6.}
Jednym z tych rozwiązań jest {\displaystyle x=-3} oraz {\displaystyle y=1;} istotnie: {\displaystyle (-3)\cdot 12+1\cdot 42=6.} Innym rozwiązaniem jest np. {\displaystyle x=4} oraz {\displaystyle y=-1.}

## Dowód
Jeden z dowodów tożsamości Bézouta wykorzystuje algorytm dzielenia z resztą i fakt dobrego uporządkowania zbioru dodatnich liczb całkowitych. Niech {\displaystyle a} i {\displaystyle b} będą dowolnymi niezerowymi liczbami całkowitymi, zaś {\displaystyle S} oznacza zbiór wszystkich dodatnich liczb całkowitych postaci {\displaystyle am+bn,} gdzie {\displaystyle m} oraz {\displaystyle n} są liczbami całkowitymi. Zbiór {\displaystyle S} jest niepusty, co oznacza, że na mocy dobrego jego uporządkowania istnieje element najmniejszy, {\displaystyle d=ax+by.}
Na mocy algorytmu dzielenia z resztą istnieją również takie liczby całkowite {\displaystyle q} oraz {\displaystyle r,} dla których {\displaystyle a=qd+r,} przy czym {\displaystyle 0\leqslant r<d.} Jednakże
{\displaystyle r=a-qd=a-q(ax+by)=a(1-qx)+b(-qy).}
Jeśli {\displaystyle r} jest dodatnia, tzn. {\displaystyle 0<r<d,} to {\displaystyle r\in S,} co przeczy temu, że {\displaystyle d} jest najmniejszym elementem {\displaystyle S.} Stąd {\displaystyle r=0} i w konsekwencji {\displaystyle a=qd,} co oznacza, że {\displaystyle d} dzieli {\displaystyle a.}
Podobnie (stosując algorytm dzielenia dla b w miejsce a) okazuje się, że {\displaystyle d} dzieli {\displaystyle b.} W ten sposób {\displaystyle d} jest wspólnym dzielnikiem {\displaystyle a} oraz {\displaystyle b.} Jeśli {\displaystyle c} jest innym wspólnym dzielnikiem, to {\displaystyle c} dzieli również {\displaystyle ax+by=d,} co z definicji oznacza, że {\displaystyle d} jest największym wspólnym dzielnikiem {\displaystyle a} oraz {\displaystyle b.}

## Uogólnienia
Tożsamość Bézouta można rozszerzyć na kombinacje liniowe więcej niż dwóch liczb: dla dowolnych liczb {\displaystyle a_{1},\dots ,a_{n}} o największym wspólnym dzielniku równym {\displaystyle d,} istnieją takie liczby całkowite {\displaystyle x_{1},\dots ,x_{n},} że
{\displaystyle a_{1}x_{1}+\dots +a_{n}x_{n}=d.}
Największy wspólny dzielnik {\displaystyle a_{1},\dots ,a_{n}} jest w istocie najmniejszą dodatnią liczbą całkowitą, którą można zapisać jako kombinację liniową {\displaystyle a_{1},\dots ,a_{n}.} W szczególności więc liczby {\displaystyle a_{1},\dots ,a_{n}} są względnie pierwsze (jako całość), gdy istnieją liczby całkowite {\displaystyle x_{1},\dots ,x_{n},} dla których
{\displaystyle a_{1}x_{1}+\dots +a_{n}x_{n}=1.}
Tożsamość Bézouta obowiązuje nie tylko w pierścieniu liczb całkowitych, ale również w dowolnej dziedzinie ideałów głównych. Dokładniej: jeśli {\displaystyle R} jest dziedziną ideałów głównych, zaś {\displaystyle a} oraz {\displaystyle b} są elementami {\displaystyle R,} a {\displaystyle d} jest ich największym wspólnym dzielnikiem, to istnieją elementy {\displaystyle x} oraz {\displaystyle y} należące do {\displaystyle R,} dla których zachodzi {\displaystyle ax+by=d.} Wynika to z faktu, iż ideał {\displaystyle (a)+(b)} jest główny i istotnie jest równy {\displaystyle (d).} Tożsamość Bézouta jest więc tam wynikiem przyjętej definicji.
Tożsamość Bézouta wyznacza klasę pierścieni: pierścień nazywa się pierścieniem Bézouta, jeśli każdy skończenie generowany ideał tego pierścienia jest główny. Oczywiście tożsamość Bézouta obowiązuje w każdym pierścieniu Bézouta.
TwierdzenieNiech dana będzie skończona rodzina {\displaystyle (\mathrm {p} _{i})_{i\in I}} wielomianów {\displaystyle K[X],} z których choć jeden jest niezerowy. Jeśli {\displaystyle \mathrm {d} } oznacza największy wspólny dzielnik tej rodziny, to istnieje rodzina {\displaystyle (\mathrm {a} _{i})} wielomianów {\displaystyle K[X],} dla której zachodzi równość
{\displaystyle \mathrm {d} =\sum _{i\in I}\mathrm {a} _{i}\mathrm {p} _{i}.}
W szczególności wielomiany {\displaystyle (\mathrm {p} _{i})_{i\in I}} są względnie pierwsze (jako całość) wtedy i tylko wtedy, gdy istnieje rodzina {\displaystyle (\mathrm {a} _{i})_{i\in I}} {\displaystyle K[X],} które spełniają równość
{\displaystyle 1=\sum _{i\in I}\mathrm {a} _{i}\mathrm {p} _{i}.}